# Wereldkampioenschappen synchroonzwemmen 2011 – Duet technische routine
Het Wereldkampioenschap synchroonzwemmen 2011 technische routine voor duetten vond plaats op 17 juli (voorronde) en 18 juli 2011 (finale) in Shanghai, China. De voorronde vond plaats op 17 juli, de beste 12 duetten kwalificeerden zich voor de finale die een dag later plaatsvond. Titelverdedigsters waren de Russinnen Anastasia Davydova en Svetlana Romasjina.

## Uitslagen

### Voorronde
De aanduiding Q betekent "gekwalificeerd voor de finale".
| Rang | Naam                                          | Land                | Score  | Bijz. |
| ---- | --------------------------------------------- | ------------------- | ------ | ----- |
| 1    | Natalja Isjtsjenko Svetlana Romasjina         | Rusland             | 97,500 | Q     |
| 2    | Huang Xuechen Liu Ou                          | China               | 95,800 | Q     |
| 3    | Ona Carbonell Andrea Fuentes                  | Spanje              | 94,400 | Q     |
| 4    | Elise Marcotte Marie-Pier Boudreau Gagnon     | Canada              | 93,900 | Q     |
| 5    | Yukiko Inui Chisa Kobayashi                   | Japan               | 92,600 | Q     |
| 6    | Darja Joesko Ksenia Sydorenko                 | Oekraïne            | 90,900 | Q     |
| 7    | Giulia Lapi Mariangela Perrupato              | Italië              | 89,900 | Q     |
| 8    | Mary Killman Lyssa Wallace                    | Verenigde Staten    | 89,000 | Q     |
| 9    | Sara Labrousse Chloe Wilhelm                  | Frankrijk           | 88,500 | Q     |
| 10   | Olivia Allison Jenna Randall                  | Verenigd Koninkrijk | 87,800 | Q     |
| 11   | Evangeli Platanioti Despoina Solomou          | Griekenland         | 87,600 | Q     |
| 12   | Nayara Figueira Lara Teixeira                 | Brazilië            | 87,400 | Q     |
| 13   | Jang Hyang-mi Wang Ok-Gyong                   | Noord-Korea         | 86,700 |       |
| 14   | Anastasia Gloushkov Inna Yoffe                | Israël              | 86,000 |       |
| 15   | Park Hyun-na Park Hyun-sun                    | Zuid-Korea          | 85,500 |       |
| 15   | Soňa Bernardová Alžběta Dufková               | Tsjechië            | 85,500 |       |
| 17   | Anna Koelkina Aigerim Zhexembinova            | Kazachstan          | 85,400 |       |
| 18   | Elisabeth Sneeuw Nicolien Wellen              | Nederland           | 83,700 |       |
| 19   | Pamela Fischer Anja Nyffeler                  | Zwitserland         | 83,200 |       |
| 20   | Mariana Cifuentes Evelyn Guajardo             | Mexico              | 82,900 |       |
| 21   | Eszter Czékus Szofi Kiss                      | Hongarije           | 82,300 |       |
| 22   | Nadine Brandl Livia Lang                      | Oostenrijk          | 82,000 |       |
| 23   | Nastassia Mechanikava Darja Navaselskaja      | Wit-Rusland         | 79,800 |       |
| 24   | Etel Sánchez Sofia Sánchez                    | Argentinië          | 79,200 |       |
| 25   | Dasa Baloghova Jana Labathova                 | Slowakije           | 77,300 |       |
| 26   | Eloise Amberger Sarah Bombell                 | Australië           | 76,400 |       |
| 27   | Wiebke Jeske Edith Zeppenfeld                 | Duitsland           | 75,800 |       |
| 28   | Monica Arango Jennifer Cerquera               | Colombia            | 75,600 |       |
| 28   | Dalia Mohamed Elgebaly Reem Wail Abdalazem    | Egypte              | 75,600 |       |
| 30   | Iglika Goleminova Kalina Yordanova            | Bulgarije           | 74,400 |       |
| 31   | Anastasiya Ruzmetova Anastasiya Zdraykovakaya | Oezbekistan         | 74,300 |       |
| 32   | Katrina Ann Hui Chuen Png                     | Maleisië            | 72,900 |       |
| 33   | Cristina Nicolini Elena Tini                  | San Marino          | 71,900 |       |
| 34   | Melis Öner Tuğçe Tanış                        | Turkije             | 71,800 |       |
| 35   | Lianne Caraballo Darlys Rodriguez             | Cuba                | 71,400 |       |
| 35   | Rosamaria Avila Fredmary Zambrano             | Venezuela           | 71,400 |       |
| 37   | Arthittaya Kittithanatphum Nantaya Polsen     | Thailand            | 67,800 |       |
| 38   | Caitlin Anderson Kirstin Anderson             | Nieuw-Zeeland       | 67,600 |       |
| 39   | Stephanie Chen Hui Yu Yap                     | Singapore           | 67,200 |       |
| 40   | Nadezhda Gómez Violeta Mitinian               | Costa Rica          | 65,800 |       |
| 41   | Megawati Suyanto Samara Talia Pattiasina      | Indonesië           | 62,800 |       |
| 42   | Emma Manners-Wood Nicola David                | Zuid-Afrika         | 61,500 |       |

### Finale
| Rang   | Naam                                      | Land                | Score  |
| ------ | ----------------------------------------- | ------------------- | ------ |
| Goud   | Natalja Isjtsjenko Svetlana Romasjina     | Rusland             | 98,200 |
| Zilver | Huang Xuechen Liu Ou                      | China               | 96,500 |
| Brons  | Ona Carbonell Andrea Fuentes              | Spanje              | 95,400 |
| 4      | Elise Marcotte Marie-Pier Boudreau Gagnon | Canada              | 94,100 |
| 5      | Yukiko Inui Chisa Kobayashi               | Japan               | 92,800 |
| 6      | Darja Joesko Ksenia Sydorenko             | Oekraïne            | 91,300 |
| 7      | Giulia Lapi Mariangela Perrupato          | Italië              | 90,100 |
| 8      | Sara Labrousse Chloe Wilhelm              | Frankrijk           | 88,900 |
| 9      | Mary Killman Lyssa Wallace                | Verenigde Staten    | 88,500 |
| 10     | Olivia Allison Jenna Randall              | Verenigd Koninkrijk | 87,400 |
| 11     | Evangeli Platanioti Despoina Solomou      | Griekenland         | 87,200 |
| 12     | Nayara Figueira Lara Teixeira             | Brazilië            | 86,000 |